# Нилога
Нилога (рос. Нылога) — присілок в Вілегодському районі Архангельської області Російської Федерації.
Населення становить 82 особи. Входить до складу муніципального утворення Вілегодський муніципальний округ.

## Історія
До 2020 року входихо до складу муніципального утворення Павловське муніципальне утворення.

## Населення
| 2002 | 2010 | 2012 |
| ---- | ---- | ---- |
| 122  | ↘99  | ↘82  |